# Environnement destructible

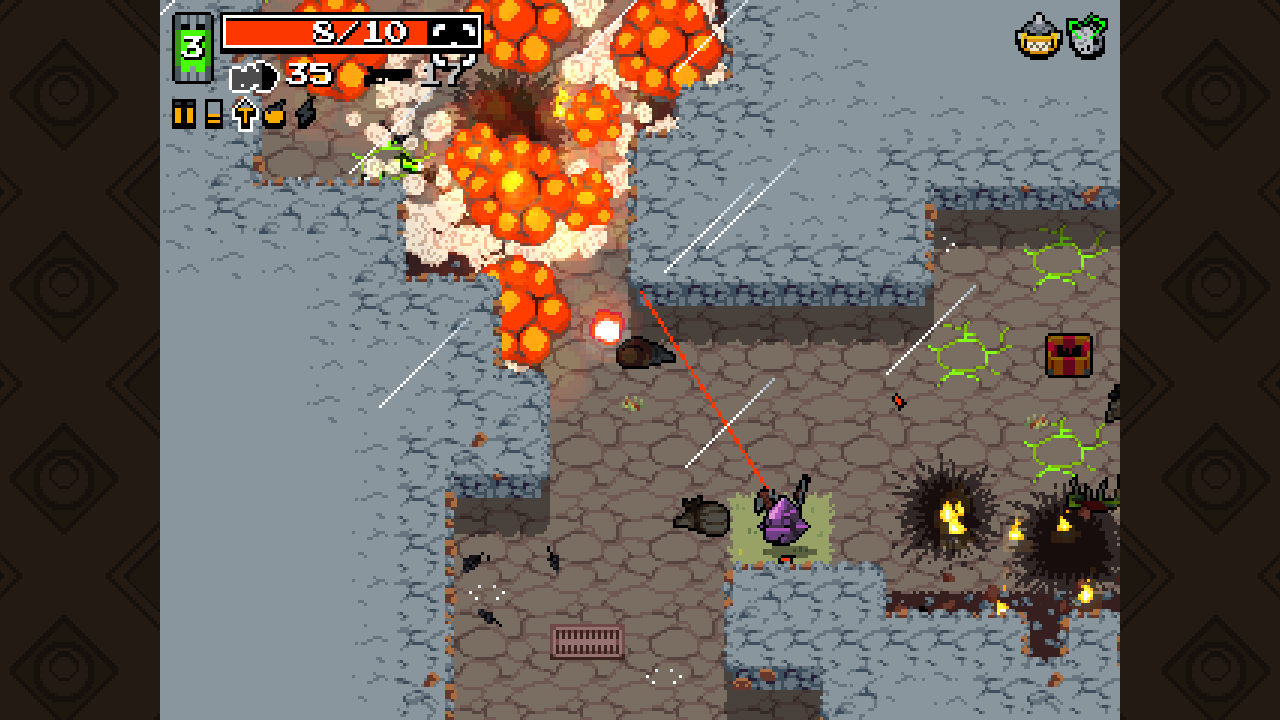
Une explosion détruisant certains murs dans Nuclear Throne.

Dans les jeux vidéo, un environnement destructible est un environnement d'un jeu qui peut être totalement ou partiellement détruit par le joueur ou d'autres personnages du jeu. Il peut s'agir de n'importe quelle partie de l'environnement, y compris le terrain, les bâtiments ou des structures artificielles,,.

## Histoire
Les premiers exemples incluent les jeux de tir tels que Gun Fight (1975) et Space Invaders (1978), dans lesquels les joueurs pouvaient se cacher derrière des objets destructibles. Un des premiers exemples d'un environnement entièrement destructible peut être trouvé dans le jeu Dig Dug de Namco en 1982, dans lequel l'intégralité de chaque niveau est destructible, bien que les ennemis ne puissent généralement suivre le joueur qu'à travers une combinaison de pistes et de chemins. Dans la plupart des jeux comportant un terrain destructible, il est plus courant que seulement une partie de l'environnement soit destructible pour empêcher aux joueurs de se frayer un chemin directement vers le but.

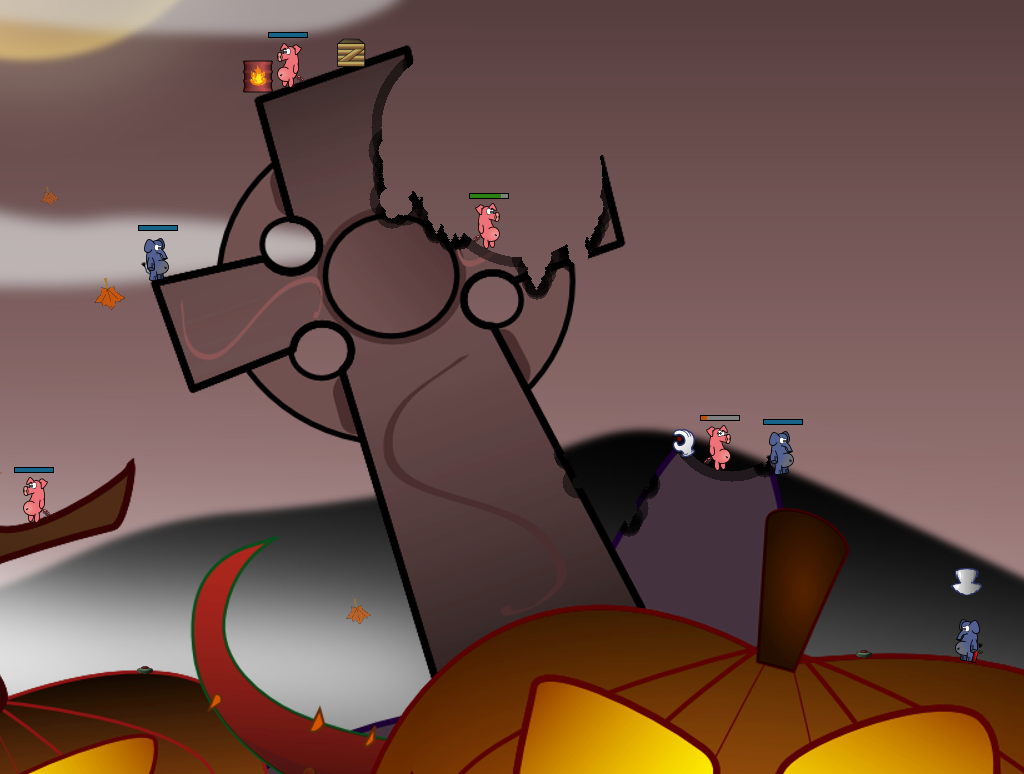
Terrain détruit dans le jeu de style Worms Warmux.

Un des premiers jeux de tir de type shoot 'em up comportant des environnements entièrement destructibles est Kagirinaki Takatai, développé par Hiroshi Ishikawa pour l'ordinateur Sharp X1 et publié par Enix en 1983. La série Worms, lancée en 1995, présente également des terrains qui peuvent être complètement détruits.
Le premier exemple de jeu de tir à la première personne utilisant cette mécanique pourrait être Ghen War (en), sorti en 1995 pour la Sega Saturn, qui comportait un générateur de cartes de terrain en 3D permettant des environnements entièrement destructibles. Cependant, la tendance à rendre de plus en plus d'objets et de caractéristiques environnementales destructibles par le joueur remonte aux barils explosifs rouges de Doom (1993). Des jeux comme Blood II: The Chosen (1998) présentaient également un grand nombre d'objets destructibles.
Des itérations plus récentes de cette fonctionnalité peuvent être observées dans des jeux tels que Dragon Ball Z: Budokai Tenkaichi et Dragon Ball Xenoverse, où les sprints et les super mouvements des combattants peuvent détruire de grandes formations rocheuses et des bâtiments.
Cette mécanique est aussi caractéristique des jeux vidéo de tirs de la série Battlefield tels que Battlefield: Bad Company (Frostbite 1.0), Battlefield: Bad Company 2 (Frostbite 1.5), ou Battlefield 1943. Les implémentations futures sont des facettes essentielles du gameplay et peuvent être trouvées dans Battlefield 3 (Frostbite 2), Battlefield 4 et Battlefield 1 (Frostbite 3).
D'autres exemples sont Diablo 3, Tom Clancy's Rainbow Six Siege (AnvilNext 2.0) ou BattleBit Remastered (Unity).

## Utilité
Un jeu peut présenter des environnements destructibles pour démontrer ses prouesses graphiques, souligner la puissance des capacités données au personnage du joueur et/ou exiger que le joueur les exploite pour résoudre des problèmes ou découvrir de nouveaux chemins et/ou secrets[réf. nécessaire].

### Note
- (en) Cet article est partiellement ou en totalité issu de l’article de Wikipédia en anglais intitulé « Destructible environment » (voir la liste des auteurs).